# Grasas saturadas

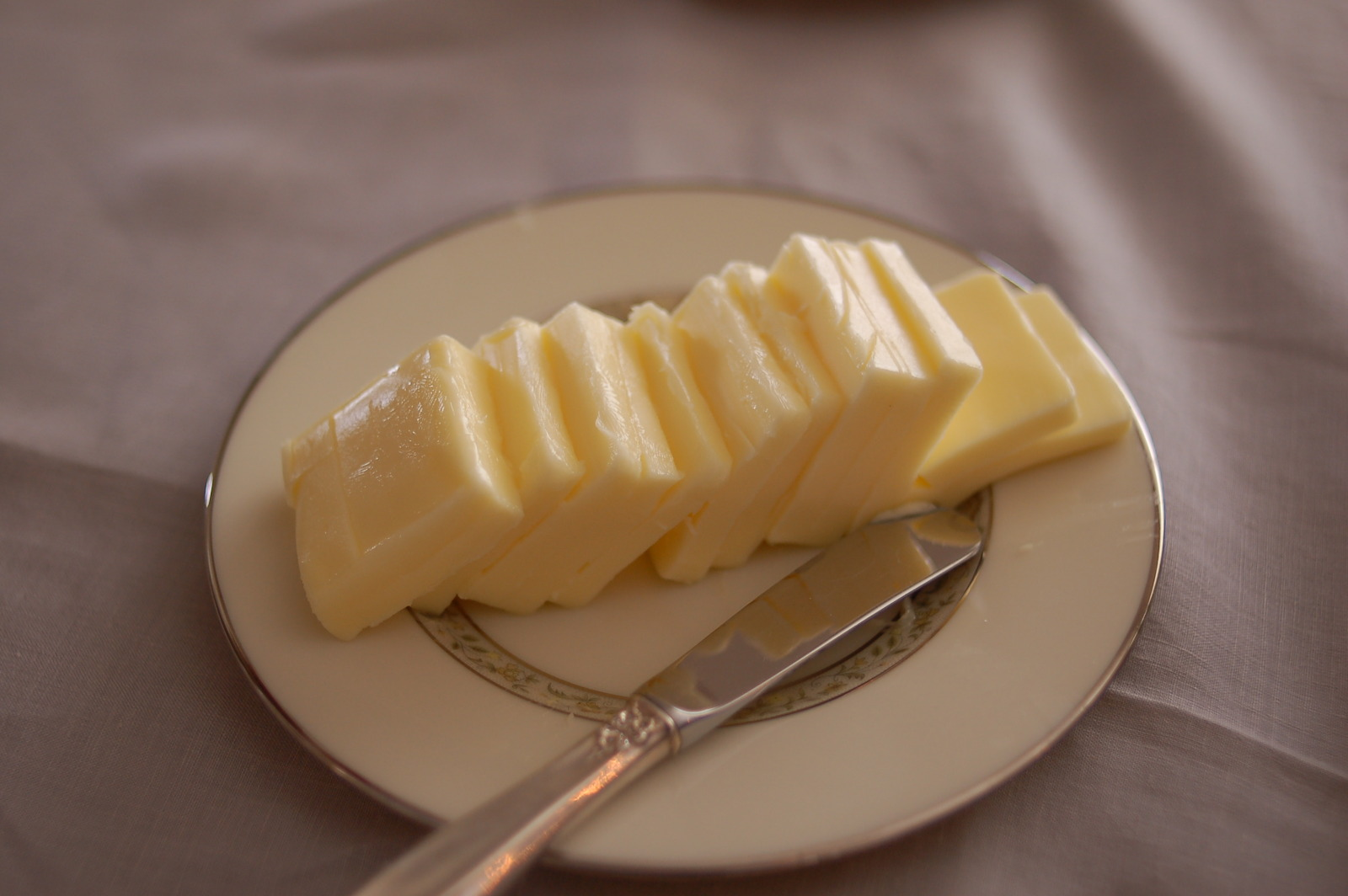
Las grasas de la mantequilla están formados por ácidos grasos saturados.

Los ácidos grasos saturados (también, grasas saturadas) son ácidos carboxílicos de cadena larga sin dobles enlaces entre sus átomos de carbono. Se encuentran presentes en los lípidos, raramente libres, y casi siempre esterificando al glicerol (eventualmente a otros alcoholes). Son generalmente de cadena lineal y tienen un número par de átomos de carbono. La razón de esto es que en el metabolismo de los eucariotas, las cadenas de ácido graso se sintetizan y se degradan mediante la adición o eliminación de unidades de acetato. Hay excepciones, ya que se encuentran ácidos grasos de número impar de átomos de carbono en la leche y grasa de los rumiantes, procedentes del metabolismo bacteriano del rumen, y también en algunos lípidos vegetales, que no se utilizan comúnmente para la obtención de aceites. De los ácidos grasos saturados cabe destacar que se diferencian de los insaturados en que todos los enlaces entre dos átomos de carbono son sencillos, mientras que en los ácidos grasos insaturados aparecen dobles enlaces.
Tienen la cadena hidrocarbonada repleta de hidrógenos, por lo que todos los enlaces entre sus átomos de carbono son simples, sin ningún doble enlace, lo que se traduce en una estructura rectilínea de la molécula. Los ácidos grasos saturados son más comunes en los animales. Tienen un punto de fusión más elevado que sus homólogos insaturados por lo que son sólidos a temperatura ambiente.
La mayoría de las grasas animales están saturadas. Las grasas de las plantas y del pescado son generalmente insaturadas. Varios alimentos contienen diferentes proporciones de grasas saturadas e insaturadas. Muchos alimentos procesados, como los alimentos fritos en aceite hidrogenado y las salchichas, tienen un alto contenido de grasas saturadas. Algunos productos horneados comprados en tiendas también, especialmente aquellos que contienen aceites parcialmente hidrogenados. Otros ejemplos de alimentos que contienen una alta proporción de grasas saturadas y colesterol incluyen productos de grasas animales como manteca de cerdo o schmaltz, carnes grasas y productos lácteos elaborados con leche entera o reducida en grasa como yogur, helado, queso y mantequilla. Ciertos productos vegetales tienen un alto contenido de grasas saturadas, como el aceite de coco y el de almendra de palma. 
Las grasas saturadas, un tipo de lípidos, son triglicéridos formados por tres moléculas de ácidos grasos saturados y una molécula de glicerol.
Las pautas publicadas por muchas organizaciones médicas, incluida la OMS, han abogado por la reducción de la ingesta de grasas saturadas para promover la salud y reducir el riesgo de enfermedades cardiovasculares. Muchos artículos de revisión también recomiendan una dieta baja en grasas saturadas para reducir los riesgos de enfermedades cardiovasculares, diabetes o muerte.

## Grasa saturada de alimentos comunes

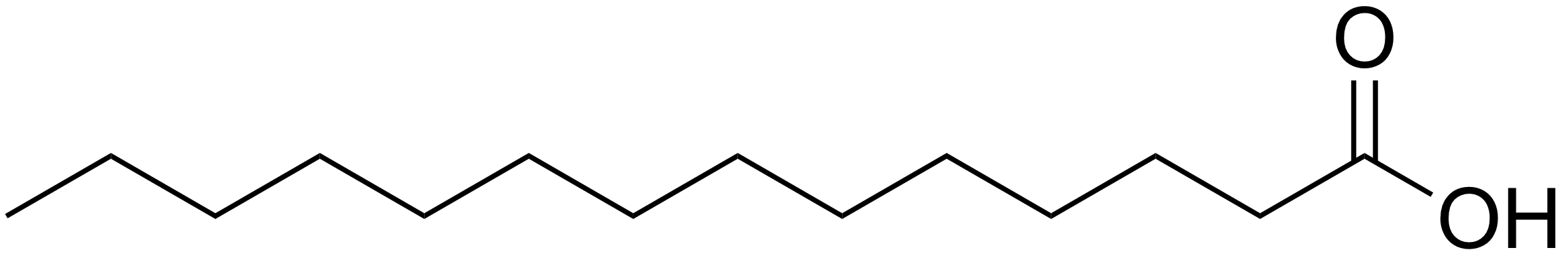
Representación bidimensional del ácido mirístico.

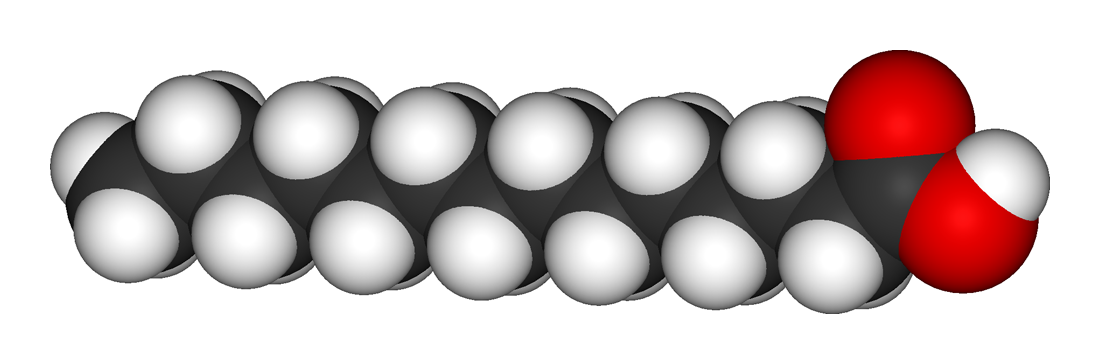
Representación tridimensional del ácido mirístico.

| Comida               | Ácido láurico | Ácido mirístico | Ácido palmítico | Ácido esteárico |
| -------------------- | ------------- | --------------- | --------------- | --------------- |
| Aceite de coco       | 47%           | 18%             | 9%              | 3%              |
| Aceite de palma      | 48%           | 1%              | 44%             | 5%              |
| Mantequilla          | 3%            | 11%             | 29%             | 13%             |
| Carne de vaca picada | 0%            | 4%              | 26%             | 15%             |
| Salmón               | 0%            | 1%              | 29%             | 3%              |
| Huevo, yemas         | 0%            | 0.3%            | 27%             | 10%             |
| Anacardos            | 2%            | 1%              | 10%             | 7%              |
| Aceite de soja       | 0%            | 0%              | 11%             | 4%              |

## Grasas saturadas y salud en humanos
Las grasas saturadas, se utilizan, entre otros, como fuente de energía, componentes básicos para elementos estructurales, para la modificación de proteínas y para la regulación de la transcripción de genes. El tejido adiposo y el hígado poseen la capacidad de sintetizar y almacenar grasas saturadas de novo, particularmente palmitato, a partir de precursores polares, en particular glucosa. La glándula mamaria posee los medios para producir grasas saturadas específicas, como los ácidos mirístico y láurico. Los carbohidratos complejos, como la fibra dietética, son metabolizados por la microbiota del colon y luego fermentados a ácidos grasos de cadena corta, principalmente acetato, propionato y butirato.
Los efectos de las diferentes grasas saturadas sobre el organismo humano son muy variables. Por ejemplo, el ácido butírico, un ácido graso saturado de cadena corta, ha sido considerado "extremadamente beneficioso" para la salud por sus efectos antiinflamatorios y preventivos del cáncer; los ácidos caprílico, cáprico y láurico tienen propiedades antibacterianas, antivirales y anticándida; por su parte, el ácido palmítico juega un papel esencial en numerosos procesos patológicos como molécula de señal intracelular.

### Asociación con enfermedades

#### Enfermedades cardiovasculares
El efecto de las grasas saturadas en las enfermedades del corazón ha sido ampliamente estudiado. Estudios han determinado relaciones fuertes, consistentes y graduadas entre la ingesta de grasas saturadas, los niveles de colesterol en la sangre y las enfermedades cardiovasculares; las relaciones se han aceptado como causales. El concepto de que las grasas, especialmente las saturadas, (así como el colesterol de la dieta) aumentan el colesterol de lipoproteínas de baja densidad en sangre y, por tanto, el riesgo de enfermedad cardiovascular, ha sido acuñado como la "hipótesis lipídica de la enfermedad cardiovascular".
No obstante, existen estudios clínicos que muestran que la mortalidad global y debida a eventos cardiovasculares no disminuye como resultado de la reducción del consumo de grasas saturadas. Datos estadísticos de 41 países europeos muestran que un mayor consumo de grasas saturadas se asocia con una cantidad considerablemente menor de enfermedades cardíacas. Más de 25 estudios han demostrado que los pacientes con enfermedad coronaria no consumen más grasas saturadas que las personas sin esta enfermedad.
En ese contexto, muchas autoridades sanitarias, como la Academia de Nutrición y Dietética, la Asociación Dietética Británica, la Asociación Estadounidense del Corazón, la Federación Mundial del Corazón, el Servicio Nacional de Salud Británico, entre otros, advierten que las grasas saturadas son un factor de riesgo en las enfermedades cardiovasculares. En 2020, la Organización Mundial de la Salud recomendó reducir la ingesta dietética de grasas saturadas a menos del 10 % del consumo total de energía y aumentar la ingesta de grasas no saturadas. Existe evidencia de calidad moderada de que reducir la proporción de grasas saturadas en la dieta y reemplazarlas con grasas insaturadas o carbohidratos durante un período de al menos dos años conduce a una reducción del riesgo de enfermedad cardiovascular. Una revisión de 2021 encontró que las dietas altas en grasas saturadas se asociaron con una mayor mortalidad por todas las causas y enfermedades cardiovasculares.
En 2019, el Comité Asesor Científico sobre Nutrición (SACN) del Reino Unido publicó el informe "Grasas saturadas y salud" que examinó 47 revisiones sistemáticas y metanálisis. Su informe concluyó que un mayor consumo de grasas saturadas está relacionado con un aumento del colesterol en la sangre y un mayor riesgo de enfermedad cardíaca.

#### Dislipidemia
El consumo de grasas saturadas generalmente se considera un factor de riesgo para la dislipidemia, que a su vez es un factor de riesgo para algunos tipos de enfermedades cardiovasculares.
Los niveles anormales de lípidos en la sangre, es decir, colesterol total alto, niveles altos de triglicéridos, niveles altos de lipoproteínas de baja densidad (LDL, colesterol "malo") o niveles bajos de lipoproteína de alta densidad (HDL, colesterol "bueno") están asociados con un mayor riesgo de enfermedad cardíaca y accidente cerebrovascular.

#### Cáncer
Un metanálisis publicado en 2003 encontró una relación significativamente positiva tanto en estudios de control como de cohortes entre las grasas saturadas y el cáncer de mama. Sin embargo, dos revisiones posteriores han encontrado asociaciones débiles o insignificantes entre su consumo y el riesgo de cáncer de mama, y señalan la prevalencia de factores de confusión.
Los metanálisis de estudios clínicos encontraron evidencia de un mayor riesgo de cáncer de ovario por un alto consumo de grasas saturadas.
Una revisión encontró evidencia limitada de una relación positiva entre el consumo de grasa animal y la incidencia de cáncer colorrectal.
Algunos investigadores han indicado que el ácido mirístico sérico, el ácido palmítico y los ácidos grasos saturados mirísticos y palmíticos dietéticos y el palmítico sérico combinado con suplementos de alfa-tocoferol están asociados con un aumento en el riesgo de cáncer de próstata de forma dependiente de la dosis. Sin embargo, estas asociaciones pueden reflejar diferencias en la ingesta o el metabolismo de estos ácidos grasos entre los casos de precáncer y los controles, en lugar de ser una causa real.